# Josef Alois z Windisch-Grätze
Josef Alois Mikuláš Pavel Jan Křtitel princ z Windischgrätze (německy Joseph Aloys Niklas Paul Johann Baptist Prinz von und zu Windischgrätz, 22. června 1831 Praha – 18. října 1906 Vídeň) byl česko-rakouský šlechtic z rodu Windischgrätzů. V hodnosti generála rakousko-uherské armády byl účastníkem několika válek a jako potomek významné rodiny prodělal rychlou kariéru (jeho otcem byl maršál Alfred z Windischgrätze). Zastával velitelské posty u různých posádek v monarchii, v roce 1890 dosáhl hodnosti generála jezdectva a nakonec zastával čestnou funkci velitele jedné z císařských gard (1890–1906).

## Životopis

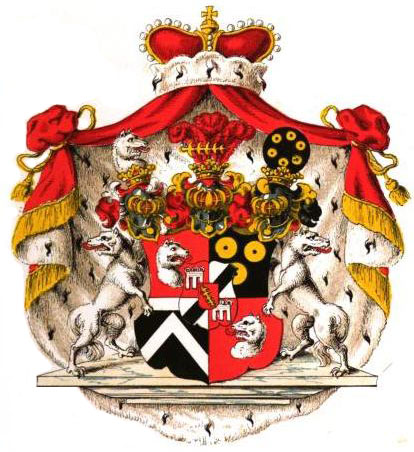
Knížecí erb Windischgrätzů

Narodil se v Praze jako nejmladší syn polního maršála Alfreda Windischgrätze (1787–1862) ze starého šlechtického rodu Windischgrätzů původem ze Slovinska a jeho manželky Marie Eleonory, rozené princezny Schwarzenbergové (1796–1848).
Od mládí sloužil v armádě a díky svému původu rychle postupoval v hodnostech, v roce 1864 byl již majorem. Po prusko-rakouské válce sloužil v hodnosti podplukovníka u 4. husarského pluku v Klatovech. V roce 1869 byl povýšen na plukovníka a poté velel 12. husarskému pluku v Haliči.
V roce 1877 dosáhl hodnosti generálmajora a poté byl velitelem jezdecké brigády v Šoproni, jako velitel pěchotní brigády byl později převelen do Košic. V roce 1882 byl povýšen na polního podmaršála a poté byl velitelem 2. pěchotní divize ve Vídni. Nakonec dosáhl hodnosti generála jezdectva (1890) a v letech 1890–1906 zastával čestnou hodnost kapitána císařské gardy harcířů (Ersten Arcieren Leibgarde).

## Tituly a ocenění
Jako syn knížete užíval od narození titul prince s nárokem na oslovení Jasnost (Durchlaucht) V roce 1882 získal titul c. k. komořího a v roce 1889 byl jmenován c. k. tajným radou s nárokem na oslovení Excelence. Za zásluhy byl nositelem velkokříže Leopoldova řádu, Vojenského záslužného kříže s válečnou dekorací a Vojenské záslužné medaile. Několik vyznamenání obdržel také od zahraničních panovníků, byl nositelem velkokříže belgického Leopoldova řádu, švédského Řádu meče, Řádu rumunské hvězdy, italského Řádu sv. Mořice a Lazara, dánského Danebrožského řádu a saského Albrechtova řádu, dále pak nositelem pruského Řádu červené orlice I. třídy a rytířem Řádu württemberské koruny. Od roku 1887 byl čestným majitelem 11. husarského pluku.
V roce 1866 se v Berlíně oženil s Marií Taglioni (1830–1891), bývalou primabalerinou berlínského státního baletu. Z jejich manželství se narodil syn František Serafín (1867–1947).
Jeho nejstarší bratr Alfred II. z Windischgrätze byl dědicem knížecího titulu a rozsáhlého majetku v Čechách (Tachov, Kladruby), zároveň sloužil v armádě a dosáhl hodnosti polního podmaršála. Vysokých postů ve vojsku dosáhli také další bratři August Josef (1828–1910) a Ludvík (1830–1904).